# Cratere Milne
Milne è un grande cratere lunare di 259,97 km situato nella parte sud-occidentale della faccia nascosta della Luna.